# Judô nos Jogos Paralímpicos de Verão de 2012 - Até 70 kg feminino
A competição de judô na categoria até 70 kg feminino foi disputada no dia 1 de setembro no Complexo ExCel, em Londres.

## Medalhistas
| Ouro   | ESP Carmen Herrera               |
| Prata  | RUS Tatiana Savostyanova         |
| Bronze | CHN Zhou Qian HUN Nikolett Szabó |

## Formato de competição
Participam da competição 8 atletas. O torneio é eliminatório simples e as lutadoras que são derrotadas na primeira fase disputam a repescagem para a disputa do bronze, contra as lutadoras que perderem nas semifinais.

## Resultados
|  | Quartas de final      | Quartas de final      | Quartas de final |  |  | Semifinais               | Semifinais               | Semifinais         |      |                          | Final                    | Final | Final |
|  |                       |                       |                  |  |  |                          |                          |                    |      |                          |                          |       |       |
|  | BLR Arina Kachan      | BLR Arina Kachan      | 0002             |  |  |                          |                          |                    |      |                          |                          |       |       |
|  | HUN Nikolett Szabo    | HUN Nikolett Szabo    | 0211             |  |  | HUN Nikolett Szabo       | HUN Nikolett Szabo       | 000                |      |                          |                          |       |       |
|  |                       |                       |                  |  |  | RUS Tatiana Savostyanova | RUS Tatiana Savostyanova | 020                |      |                          |                          |       |       |
|  |                       |                       |                  |  |  |                          |                          |                    |      | RUS Tatiana Savostyanova | RUS Tatiana Savostyanova | 0002  |       |
|  | CHN Zhou Qian         | CHN Zhou Qian         | 022              |  |  |                          | ESP Carmen Herrera       | ESP Carmen Herrera | 022' |                          |                          |       |       |
|  | USA Christella Garcia | USA Christella Garcia | 000              |  |  | CHN Zhou Qian            | CHN Zhou Qian            | 0002               |      |                          |                          |       |       |
|  | ESP Carmen Herrera    | ESP Carmen Herrera    | 004              |  |  | ESP Carmen Herrera       | ESP Carmen Herrera       | 001                |      |                          |                          |       |       |
|  | MEX Lenia Ruvalcaba   | MEX Lenia Ruvalcaba   | 0002             |  |  |                          |                          |                    |      |                          |                          |       |       |
|  |                       |                       |                  |  |  |                          |                          |                    |      |                          |                          |       |       |
|  |                       |                       |                  |  |  |                          |                          |                    |      |                          |                          |       |       |

### Repescagem
|  | Medalha de Bronze |                  |      |
|  |                   |                  |      |
|  | BLR Arina Kachan  | BLR Arina Kachan | 0003 |
|  | CHN Zhou Qian     | CHN Zhou Qian    | 0221 |

|  | Repescagem            | Repescagem            | Repescagem |  |  | Medalha de Bronze   | Medalha de Bronze   | Medalha de Bronze |
|  |                       |                       |            |  |  |                     |                     |                   |
|  | USA Christella Garcia | USA Christella Garcia | 0002       |  |  |                     |                     |                   |
|  | MEX Lenia Ruvalcaba   | MEX Lenia Ruvalcaba   | 112        |  |  | MEX Lenia Ruvalcaba | MEX Lenia Ruvalcaba | 000               |
|  |                       |                       |            |  |  | HUN Nikolett Szabo  | HUN Nikolett Szabo  | 020               |
|  |                       |                       |            |  |  |                     |                     |                   |
|  |                       |                       |            |  |  |                     |                     |                   |
|  |                       |                       |            |  |  |                     |                     |                   |
|  |                       |                       |            |  |  |                     |                     |                   |